# 左家山遗址
左家山遗址是一座位于中华人民共和国吉林省长春市农安县农安镇高家屯村的新石器时代遗址。该遗址于1983年发现，1984年春被发掘，出土了一批陶器、石器、骨器以及蚌壳、鱼骨和动物骨骼。该遗址曾于1985年12月18日入选第四批长春市文物保护单位，后于1994年1月19日被撤销。

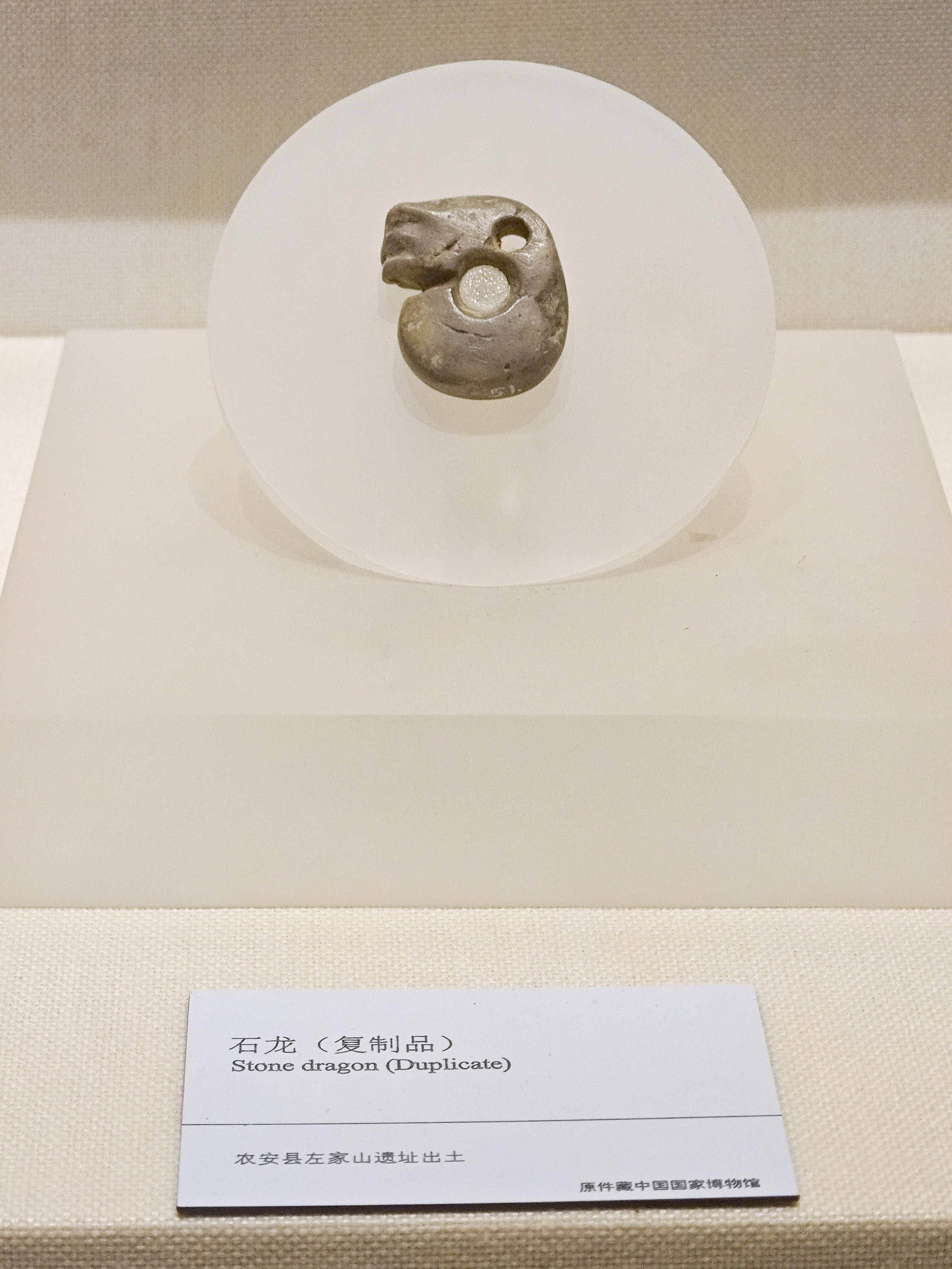
吉林省博物院展出的石龙（复制品），该石龙原件出土于左家山遗址，现藏于中国国家博物馆